# Aspartyloglikozaminuria
Aspartyloglikozaminuria (ang. aspartylglucosaminuria) – rzadka choroba genetyczna dziedziczona autosomalnie recesywnie, spowodowana niedoborem enzymu aspartyloglikozaminidazy, odczepiającego acetyloglukozaminę od łańcucha polipeptydowego glikoprotein. Aspartylglikozamina wydzielana jest w dużych ilościach z moczem. Choroba objawia się w dzieciństwie; dzieci z aspartyloglikozaminurią mają zazwyczaj niski wzrost, grube rysy twarzy, zaćmę, nadmiernie wiotkie stawy i są umysłowo niedorozwinięte. Jak dotąd najwięcej przypadków tej choroby stwierdzono w Finlandii.